# Сангийн-Далай-Нур
Сангийн-Далай-Нур (монг. Сангийн далай нуур) − солёное озеро в северной Монголии. Расположено в районах Цагаан-Уул, Шинэ-Идэр и Бурэнтогтох, в аймаке Хувсгел. Площадь озера — 165 км². Размеры озера — 32 на 13 км, длина береговой линии — 127 км. Средняя глубина озера 12 метров, максимальная достигает 30 метров. Площадь водосборного бассейна — 2710 км². Объём воды — 1,995 км³.
Озеро расположено в гористой местности у горного хребта Булнайн на высоте 1858 метров над уровнем моря. Береговая линия сильно изрезана, восточный берег заболочен, южный — горист и покрыт лесом. Дно озера покрыто каменистыми и песчаными отложениями, ещё 26 % приходится на глину и 13 % на ил.
Основные притоки — реки Чулут, Сэвсул, Замын-Холой и Уртын.
Температура воды летом составляет 18-20 °C, зимой 0,5-1,0 °C, с ноября по май озеро замерзает, толщина льда достигает 1,5-1,8 метра. Минерализация воды — 3,76 г/л.
Озеро образовалось в результате землетрясения, произошедшего 23 июля 1905 года. В центре озера находятся руины разрушенного храма Хох Бюрд Сюма X века постройки и перестроенного в XVIII веке.

## Галерея

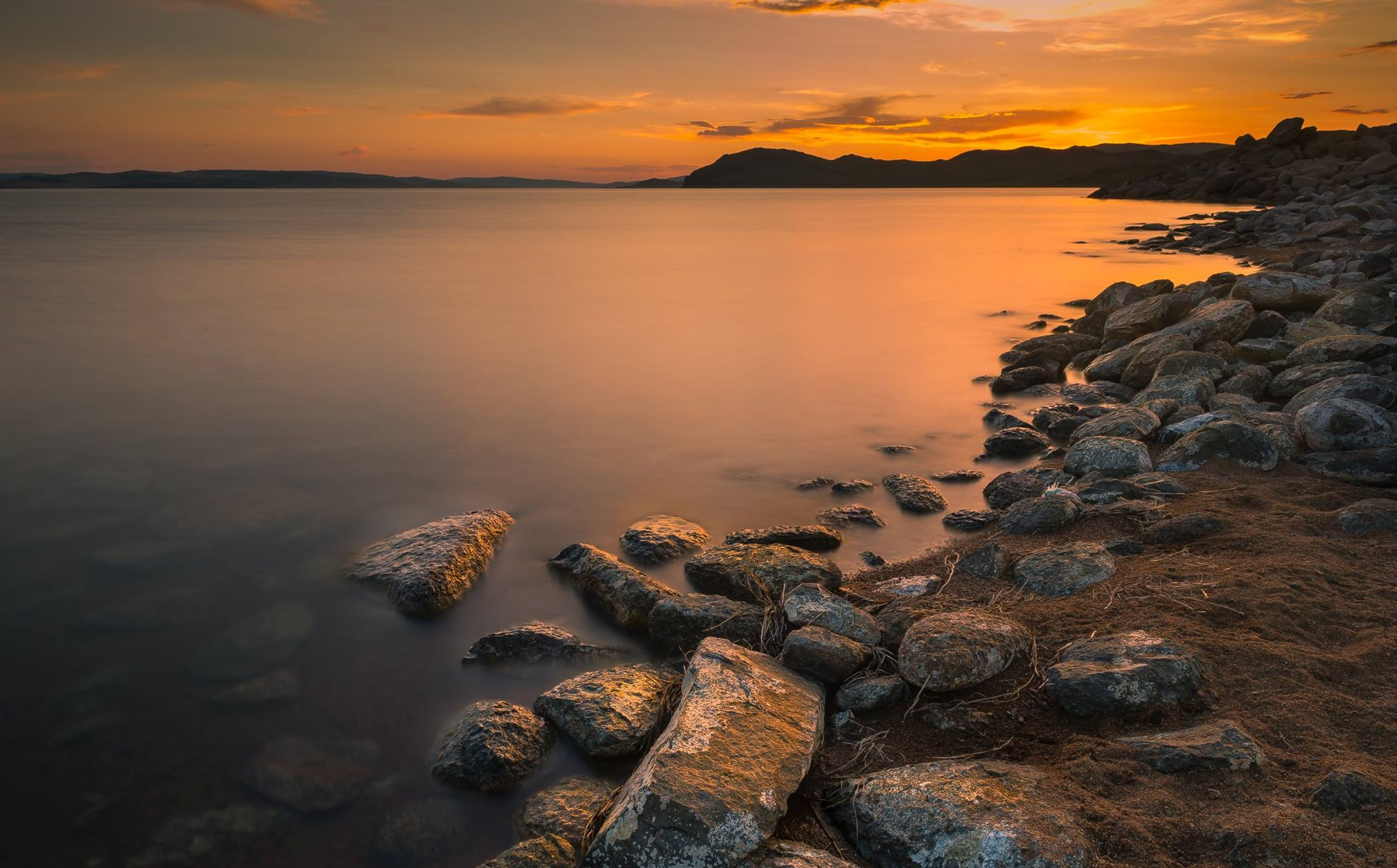
Берег озера
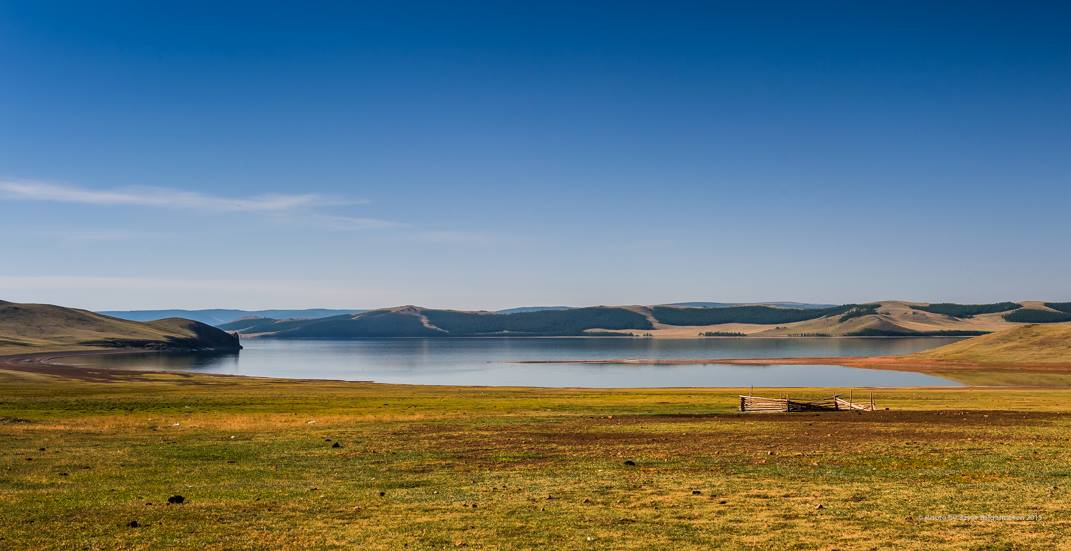
Вид на озеро издалека